# Boiu Mare
Boiu Mare es una comuna ubicada en el distrito de Maramureș, Rumania.

## Superficie
Cuenta con una superficie de 59,54 kilómetros cuadrados.

## Demografía
Hasta 2021 la población era de 1077 habitantes, con una densidad de población de 18,09 habitantes por kilómetro cuadrado.